# Into the Jungle
Into the Jungle è un cortometraggio muto del 1912 prodotto dalla Kalem Company. Nei titoli di testa non compare il nome del regista. Distribuito in sala dalla General Film Company il 31 maggio 1912, il film era interpretato da Tom Moore e da Lottie Pickford.

## Produzione
Il film fu prodotto dalla Kalem Company nel 1912.

## Distribuzione
Distribuito dalla General Film Company, il film -un cortometraggio in una bobina - uscì nelle sale statunitensi il 31 maggio 1912.